# Thesium glaucescens
Thesium glaucescens är en sandelträdsväxtart som beskrevs av Arthur William Hill. Thesium glaucescens ingår i släktet spindelörter, och familjen sandelträdsväxter. Inga underarter finns listade i Catalogue of Life.